# Dermaleipa ignicans
Dermaleipa ignicans là một loài bướm đêm trong họ Erebidae.